# Бартрам, Джон (натуралист)
Джон Ба́ртрам (англ. John Bartram, 23 марта 1699, Дарби, Пенсильвания, США — 22 сентября 1777, Филадельфия, США) — американский натуралист.

## Биография
Благодаря своей любознательности, этот фермер и квакер одним из первых оценил природные богатства Северной Америки и познакомил с ними Европу. С этой целью он предпринимал далёкие путешествия вглубь страны, посылал коллекции растений в Лондон и вёл оживлённую корреспонденцию с ботаником Питером Коллинсоном, другом Франклина.
Описание одного из своих путешествий он издал под заглавием «Observations on the inhabitants, climate, soil, productions, animals… made in his travels from Pennsylvania to Onondago, Oswego and the lake Ontario» (англ.) (Лондон, 1751).
В его честь названа Бартрамия (Bartramia L.) семейства Tiliaceae.
Сын его, Уильям Бартрам (1739—1823), продолжал исследования различных местностей Северной Америки и оставил одно из лучших описаний птиц Нового Света.